# Meroles anchietae
Meroles anchietae (лопатоносий меролес) — вид ящірок родини ящіркових (Lacertidae). Мешкає в Намібії і Анголі. Вид названий на честь португальського дослідника і натураліста Жозе Алберту де Олівейри Аншіети.

## Опис

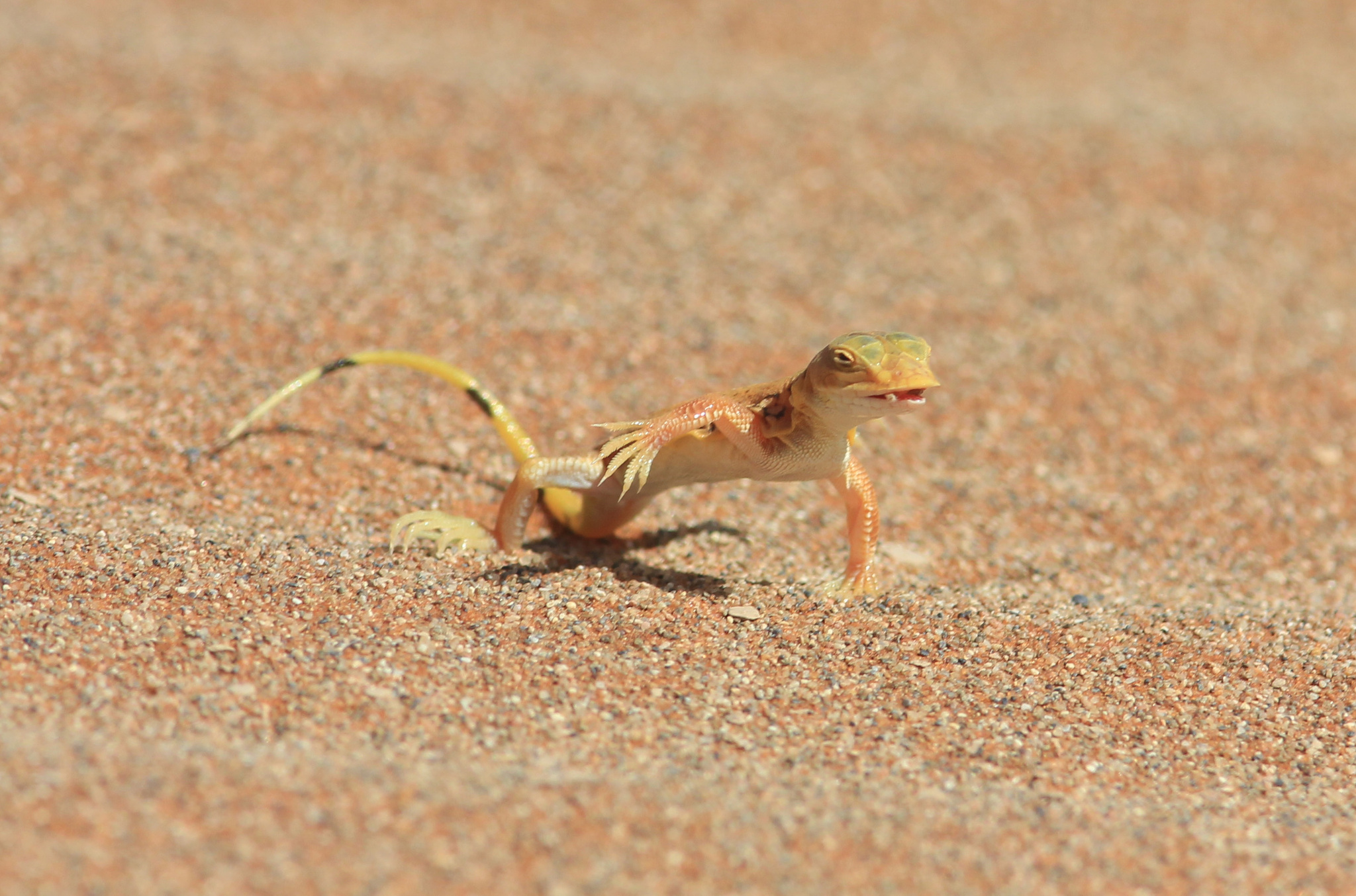
Лопатоносий меролес

Довжина лопатоносого меролеса (без врахування хвоста) становить 5 см, разом з хвостом 12 см. Верхня частина тіла золотисто-жовта з темним сітчастим візерунком. Нижня частина тіла світліша, білувата. Тулуб дещо стиснутий, хвіст короткий, голова відносно широка. Верхня щелепа видається вперед й висить над нижньою. Лапи міцні, кігті довгі.

## Поширення і екологія
Лопатоносі меролеси мешкають серед нестабільних еолових піщаних дюн пустелі Наміб, слабо порослих рослинністю, на висоті до 500 м над рівнем моря. Мають здатність «пірнати» у пісок й деякий час пересуватися під ним. Це досить швидкі й полохливі ящірки. Ховаються у норах гризунів, серед каміння. Живляться комахами, зокремам дрібними жуками, під час сухих періодів, коли комах мало, поїдають насіння. Це яйцекладні ящірки. Самиці відкладають зазвичай до 4 яєць.